# Pachygonidia subhamata
Espèce
Pachygonidia subhamata est une espèce d'insectes lépidoptères (papillons) de la famille des Sphingidae, sous-famille des Macroglossinae, de la tribu des Dilophonotini et du genre Pachygonidia .   

## Description
L'envergure des ailes varie de 62 à 75 mm. Il y a une taches submarginales gris-brun sur la face dorsale des ailes antérieures et deux bandes médianes chamois rosâtre transversales sur la face dorsale de l'aile postérieure. Ces bandes sont plus ou moins ombrée de brun et de la teinte rose est surtout peu important.

## Répartition et habitat
Répartition
L'espèce est connue au Brésil, Venezuela en Guyane et en Equateur, au nord en Amérique centrale (Panama, Costa Rica, le Nicaragua, le Honduras, le Guatemala, El Salvador et Belize  au Mexique).

## Biologie
Il y a probablement plusieurs générations par an.
Les chenilles se nourrissent sur Vitis tiliifolia.

## Systématique
- L'espèce Pachygonidia subhamata a été décrite par l'entomologiste britannique Francis Walker en 1856, sous le nom initial de Perigonia subhamata[2]
- Les localités types sont : au Brésil l'Etat de Pará, et le Vénézuéla.

### Synonymie
- Perigonia subhamata Walker, 1856 protonyme
- Macroglossa gigantea Schaufuss, 1870